# Серкебаев, Ермек Бекмухамедович
Ерме́к Бекмухаме́дович Серкеба́ев (каз. Ермек Бекмұхамедұлы Серкебаев; 4 июля 1926, Петропавловск — 16 ноября 2013, Алма-Ата) — советский, казахский камерный и оперный певец (баритон), актёр, педагог. Народный артист СССР (1959). Лауреат Государственной премии СССР (1977) и Государственной премии Казахской ССР (1972). Герой Социалистического Труда (1986).

## Биография
Родился в Петропавловске. Происходит из рода тарышы племени керей Среднего жуза.
В 1937 году с родителями переехал в Алма-Ату.
В 1941—1943 годах учился в Алма-Атинском музыкальном училище им. П. Чайковского по классу скрипки, в 1951 году окончил Казахскую консерваторию им. Курмангазы по классу пения у А. М. Курганова.
Дебютировал на Казахском радио, работал диктором.
С 1947 года — солист Казахского театра оперы и балета им. Абая (Алма-Ата).
Выступал также как камерный и эстрадный певец. В его репертуаре были казахские народные песни, произведения русских и зарубежных композиторов
Гастролировал в Румынии (1953), Пакистане (1954), Франции (1955), Индии (1955), Китае (1956), Бельгии (1960), Индонезии (1963), Швейцарии, Швеции, Финляндии, на Кубе и др.
Неоднократный член и председатель жюри многих авторитетных конкурсов исполнителей, в том числе Международных конкурсов имени П. И. Чайковского и имени М. И. Глинки.
С 1973 года преподавал в Казахской консерватории, вёл класс вокала. С 1982 — профессор.
С 1988 года — председатель правления Союза музыкальных деятелей Республики Казахстан и член президиума Международного союза музыкальных деятелей (Москва). В последние годы сочетал эту должность с работой советника генерального директора в Казахском государственном академическом театре оперы и балета им. Абая, где также продолжал выступать на сцене, как певец.
Член КПСС с 1958 по 1991 годы. Депутат Верховного Совета СССР 7-го созыва. Депутат Верховного Совета Казахской ССР 8-11-го созывов.
Был членом Комитета по Ленинским и Государственным премиям СССР при СМ СССР и СМ Казахстана.
Последний раз в Москве выступал в Большом зале консерватории 21 сентября 2006 года с сольным концертом в связи с 80-летним юбилеем.
Скончался 16 ноября 2013 года в Алма-Ате. Похоронен на Кенсайском кладбище

### Семья
- Отец — Бекмухамед Хусаинович Серкебаев (1896—1976) (по национальности казах), педагог, писатель, поэт, драматург, один из первых членов Союза писателей Казахстана. Был членом партии «Алаш», работал инспектором народного образования, преподавал казахский язык и литературу в техникуме, затем в государственном педагогическом институте
- Мать — Зылиха Сабировна Серкебаева (1906—1997) (по национальности татарка), учительница начальных классов.
- Первая жена — Тамара Ефимовна Лебедева.
  - Сын — Алмас Серкебаев (р. 1948), композитор. Заслуженный деятель искусств Казахской ССР. Лауреат Государственной премии Казахстана. В 1998 году переехал в США, живёт с семьёй в Бостоне.
  - Сын — Байгали Серкебаев (р. 1958), музыкант, руководитель популярной группы «А-Студио», (Москва).
- Вторая жена — Лидия Сергеевна Иванова.
  - Дочь — Ирина Серкебаева, журналист, писатель. Издала биографическую книгу об отце «Ермек Серкебаев. И жизнь, и молодость, и счастье» (2010). Живёт в США, во Флориде[4].
- Третья жена — Раушан.
- Четвертая жена — Альфия Усмановна Байжанова.
- Брат — Мурат Бекмухамедович Серкебаев (р. 1940), скрипач, дирижёр, руководитель камерного оркестра Гостелерадио РК. Народный артист РК[5].
- Племянница — Жамиля Муратовна Серкебаева (р. 1970), скрипачка. Заслуженный деятель Казахстана.

## Звания и награды
- Лауреат Всемирного фестиваля молодёжи и студентов в Бухаресте (2-я премия, 1953)
- Лауреат Всесоюзного конкурса вокалистов и артистов балета в Москве (2-я премия, 1956)
- Лауреат Всемирного фестиваля молодёжи и студентов в Москве (2-я премия, 1957)
- Герой Социалистического Труда (1986)
- Народный артист Казахской ССР (1958)[6]
- Народный артист СССР (1959)
- Государственная премия СССР (1977)
- Государственная премия Казахской ССР им. К. Байсеитовой (1972)
- Два ордена Ленина (в том числе 1986)
- Орден Октябрьской Революции (1984)
- Орден Трудового Красного Знамени
- Орден Отан (1997)
- Медали
- Независимая общенациональная премия «Тарлан» («За вклад» в разделе «Музыка», «Клуб меценатов Казахстана», 2000)
- Победитель фестиваля «Человек года» в номинации «За вклад в музыкальное искусство Казахстана» (2011)
- Почётный гражданин города Кокшетау (1976).
- Почётный гражданин Петропавловска (1990).

## Творчество

### Партии
- «Биржан и Сара» М. Тулебаева — Кожагул
- «Амангельды» М. Тулебаева и Е. Брусиловского — Амангельды
- «Абай» А. Жубанова и Л. Хамиди — Абай
- «Евгений Онегин» П. Чайковского — Онегин
- «Пиковая дама» П. Чайковского — Елецкий
- «Иоланта» П. Чайковского — Роберт
- «Мазепа» П. Чайковского — Мазепа
- «Севильский цирюльник» Дж. Россини — Фигаро
- «Укрощение строптивой» В. Шебалина — Петруччио
- «Дон Жуан» В. Моцарта — Дон Жуан
- «Галька» С. Монюшко — Януш
- «Кармен» Ж. Бизе — Эскамильо
- «Ер-Таргын» Е. Брусиловского — Капан, Ёр-Таргын
- «Дударай» Е. Брусиловского — Артём
- «Жалбыр» Е. Брусиловского — Сугур
- «Айсулу» С. Мухамеджанова — Серке
- «Молодая гвардия» Ю. Мейтуса — Олег Кошевой
- «Братья Ульяновы» Ю. Мейтуса — Владимир Ульянов
- «Тулеген Тохтаров» А. Жубанова и Л. Хамиди — Тулеген
- «Джамбул» Л. Хамиди — Джамбул
- «Алпамыс» Е. Рахмадиева — Алпамыс
- «Травиата» Дж. Верди — Жермон
- «Назугум» К. Кужамьярова — Гульмат
- «Ромео и Джульетта» Ш. Гуно — Меркуцио
- «Фауст» Ш. Гуно — Валентин
- «Князь Игорь» А. Бородина — Князь Игорь
- «Енлик-Кебек» Г. Жубановой — Есен
- «Двадцать восемь» Г. Жубановой
- «Песнь о целине» Е. Рахмадиева

### Фильмография
1. 1957 — Наш милый доктор — Такен
2. 1959 — В этот праздничный вечер
3. 1961 — Песня зовёт — Досай Нурланов
4. 1968 — Ангел в тюбетейке — Чингиз
5. 1976 — Встречи на Медео — отец Джайран, музыкант

## Интересные факты
- В 1957 году сыграл в музыкальной комедии Ш. Айманова, где исполнил песню А. Зацепина «Надо мной небо синее», сразу ставшую популярной в стране[7].
- Партия Фигаро в опере «Севильский цирюльник» Дж. Россини, продемонстрировавшая высокий артистизм и культуру исполнения, безупречное мастерство, принесла певцу славу. Дмитрий Гнатюк называл его «королём баритонов», Муслим Магомаев — «лучшим Фигаро в Советском Союзе»[8]. С этой партией он выступал во многих оперных театрах Европы и СССР.
- Однажды кто-то сказал: «Ермек Серкебаев одел казахскую песню во фрак», на что певец просто ответил «Я облачил её в золоченую раму, которой она достойна»  (недоступная ссылка).
- Ермек Серкебаев, народный артист СССР: «Я всегда не стесняюсь говорить, что казахские мелодии, казахские темы они по красоте своей не уступают, ну, хотя бы итальянской теме музыкальной. У нас такие красивые, такие сложные пения. Вот казах без образования писал такие произведения — диву даешься! В богатстве казахский язык и музыка богатая».

## Память
- В 2014 году, в Алматы установлена мемориальная доска на стене дома, где жил певец, на пересечении улиц Богенбай батыра и Желтоксан[9].
- В честь него названа улица в г. Астана.
- 30 мая 2024 года решением маслихата города Алматы южная часть проспекта Гагарина от улицы Тимирязева до проспекта аль-Фараби переименована в проспект Серкебаева[10], что вызвало негодование части жителей города[11].